# Attaque du 8 janvier 2025 à N'Djaména
L'attaque du 8 janvier 2025 à N'Djaména survient le 8 janvier 2025 lorsqu'une attaque est menée contre le palais présidentiel à N'Djaména, la capitale du Tchad,,, par des hommes armés non identifiés. Au moins 20 personnes sont tuées lors de l'attaque, dont 18 hommes armés et deux soldats.

## Contexte
Depuis 2014, Boko Haram est actif dans l'ouest du Tchad, lançant des attaques transfrontalières depuis la frontière nigériane contre des cibles et militaires dans l'ouest du Tchad. En 2024, les attaques du groupe militant au Tchad s'intensifient, culminant avec un raid sur une base militaire tchadienne près du village de Ngouboua, qui fait 40 morts parmi les soldats tchadiens.
L'augmentation de la violence du groupe intervient dans un contexte de retrait des forces françaises de la région. La France, traditionnellement un allié fort du gouvernement tchadien, fournit une aide militaire au Tchad au cours des décennies précédentes, en proposant une formation à l'armée tchadienne et en intervenant par des frappes aériennes contre les insurgés. Le 29 novembre 2024, lors d'une visite du ministre français des Affaires étrangères Jean-Noël Barrot à N'Djaména, le gouvernement tchadien annonce la fin de l'accord de défense du Tchad avec la France et demande au personnel militaire français de quitter le pays. En décembre, la plupart des troupes françaises ont quitté le Tchad, les troupes restantes devant partir d'ici la fin janvier.

## Attaque
L'attaque commence vers 20 h 45. Au moins 24 hommes armés, non identifiés,,,,, attaquent les gardes stationnés devant la guérite du palais présidentiel avec des couteaux et machettes. Les assaillants parviennent à entrer brièvement à l'intérieur du palais présidentiel mais ils sont neutralisés par la garde présidentielle,,,. Le président tchadien Mahamat Idriss Déby se trouve à l'intérieur du palais au moment de l'attaque. Selon le ministre tchadien des Affaires étrangères Abderaman Koulamallah, 18 assaillants sont tués et six sont blessés, tandis que deux membres des forces de sécurité sont tués et cinq sont grièvement blessés. Koulamallah ajoute que les assaillants sont des jeunes de N'Djaména et qu'ils sont désorganisés et intoxiqués par l'alcool et la drogue.
L'attaque a lieu quelques heures après la visite du ministre chinois des Affaires étrangères Wang Yi dans la capitale. Les civils se précipitent dehors en voiture et en moto.
En réponse à l'attaque, l'Armée nationale tchadienne bloque toutes les routes menant au palais présidentiel, et des personnels de défense et blindés sont déployés dans les rues, en direction du palais. Des chars sont aperçus dans la capitale.

## Réactions
Le ministre des Infrastructures, Aziz Mahamat Saleh, indique sur sa page Facebook : « Rien de grave, pas de panique, la situation est sous contrôle.» Abderaman Koulamallah déclare : « C'était un petit incident [...] tout est calme. [...] Toute cette tentative de déstabilisation a été anéantie.»
Le Président de la République Mahamat Idriss Déby a reagi dans un message : « Les assaillants  de cette vaine tentative visaient à me vitrifier, mais ils ont été vitrifiés par la vaillance, la vigilance et le courage de la garde présidentielle ».
Le ministère russe des Affaires étrangères « condamne fermement l'attaque terroriste contre les dirigeants légitimes de la République du Tchad ».
Le ministère chinois des Affaires étrangères déclare qu'il soutient fermement les efforts du Tchad pour assurer sa sécurité et sa stabilité.